# Euchoeca nebulata
Euchoeca nebulata là một loài bướm đêm thuộc họ Geometridae. Nó được tìm thấy ở miền Cổ bắc.

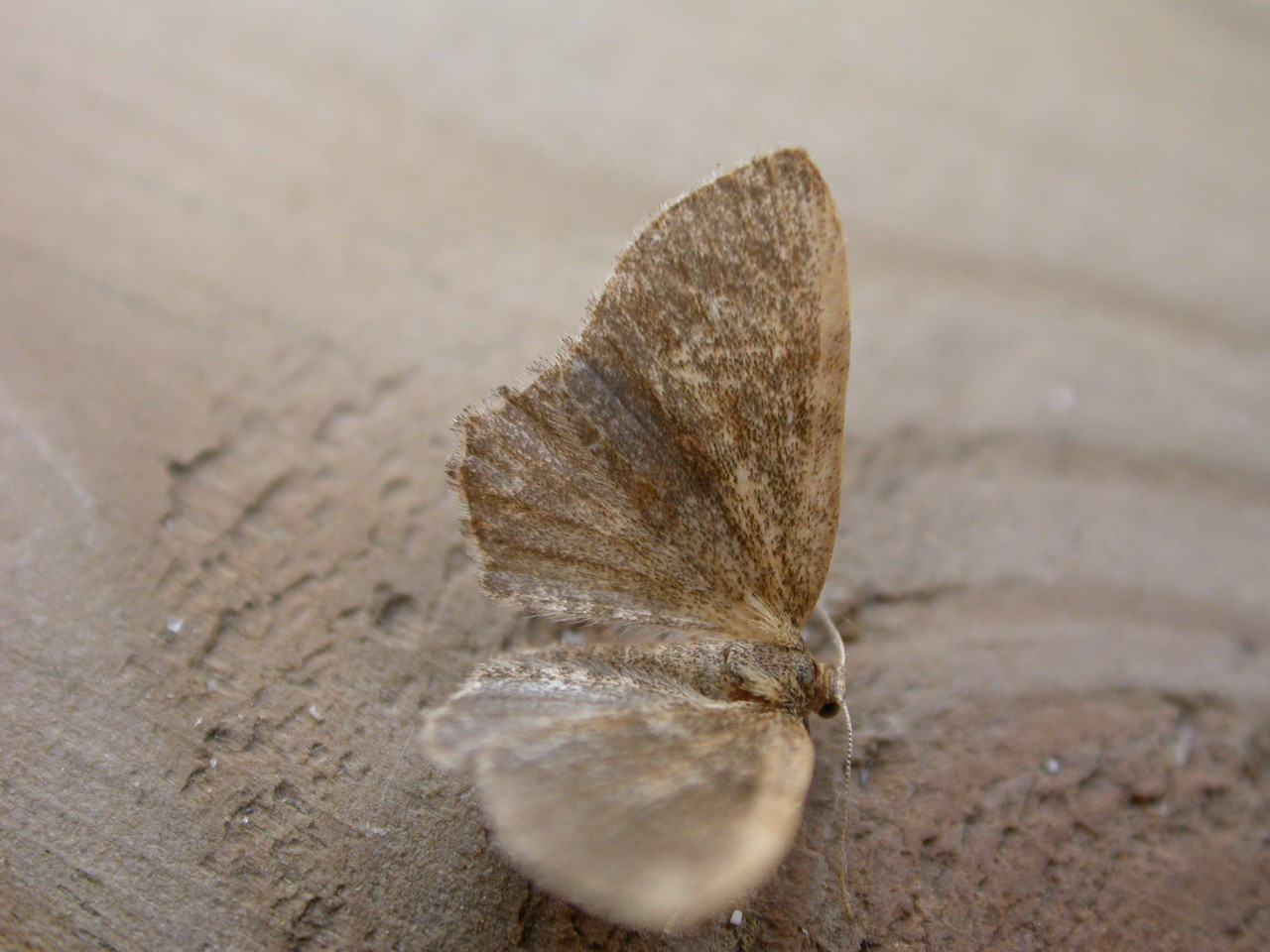

Sải cánh dài 23–25 mm. Con trưởng thành bay từ tháng 4 đến tháng 9 tùy theo địa điểm.
Ấu trùng ăn bạch dương và tống quán sủi.

## Hình ảnh

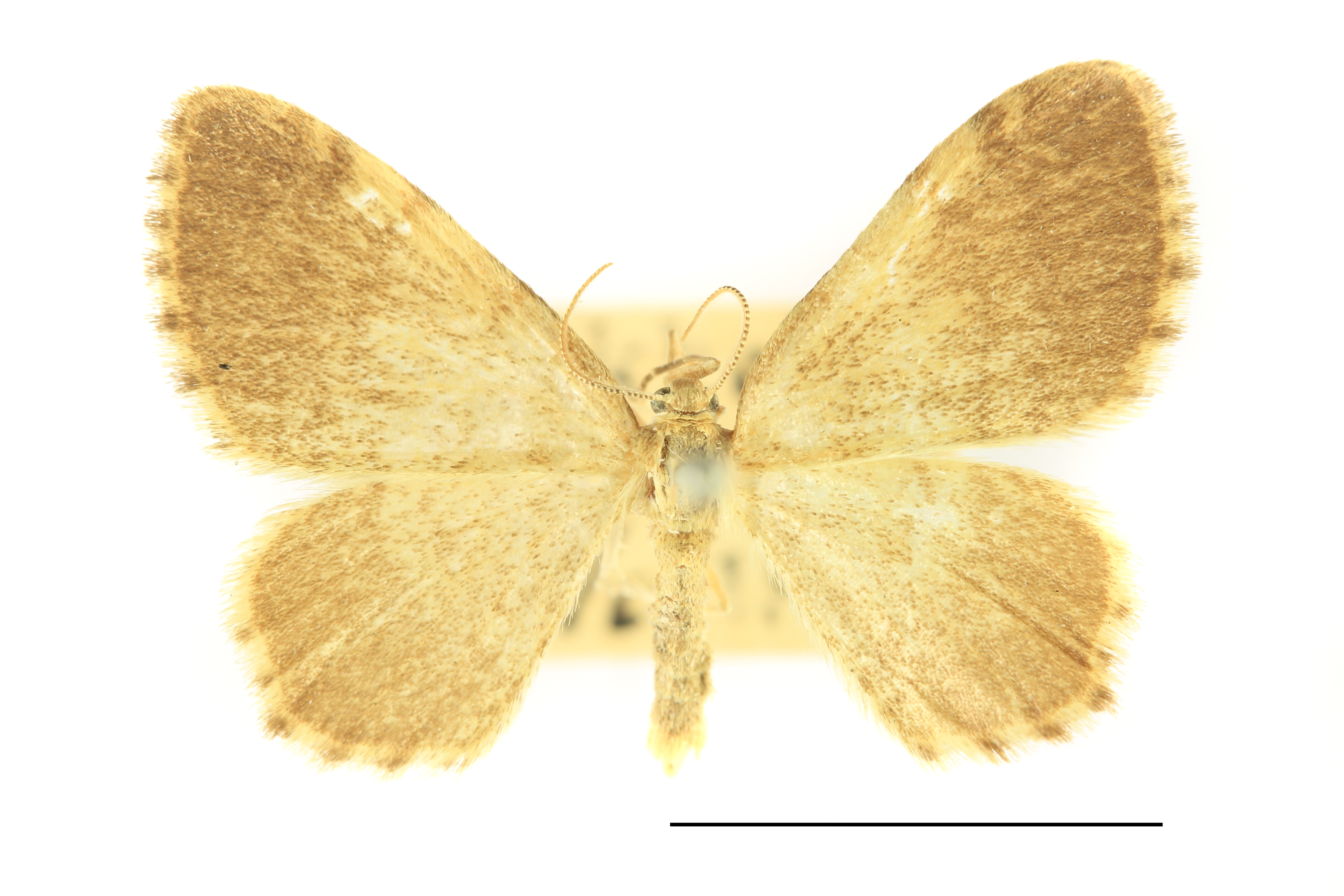
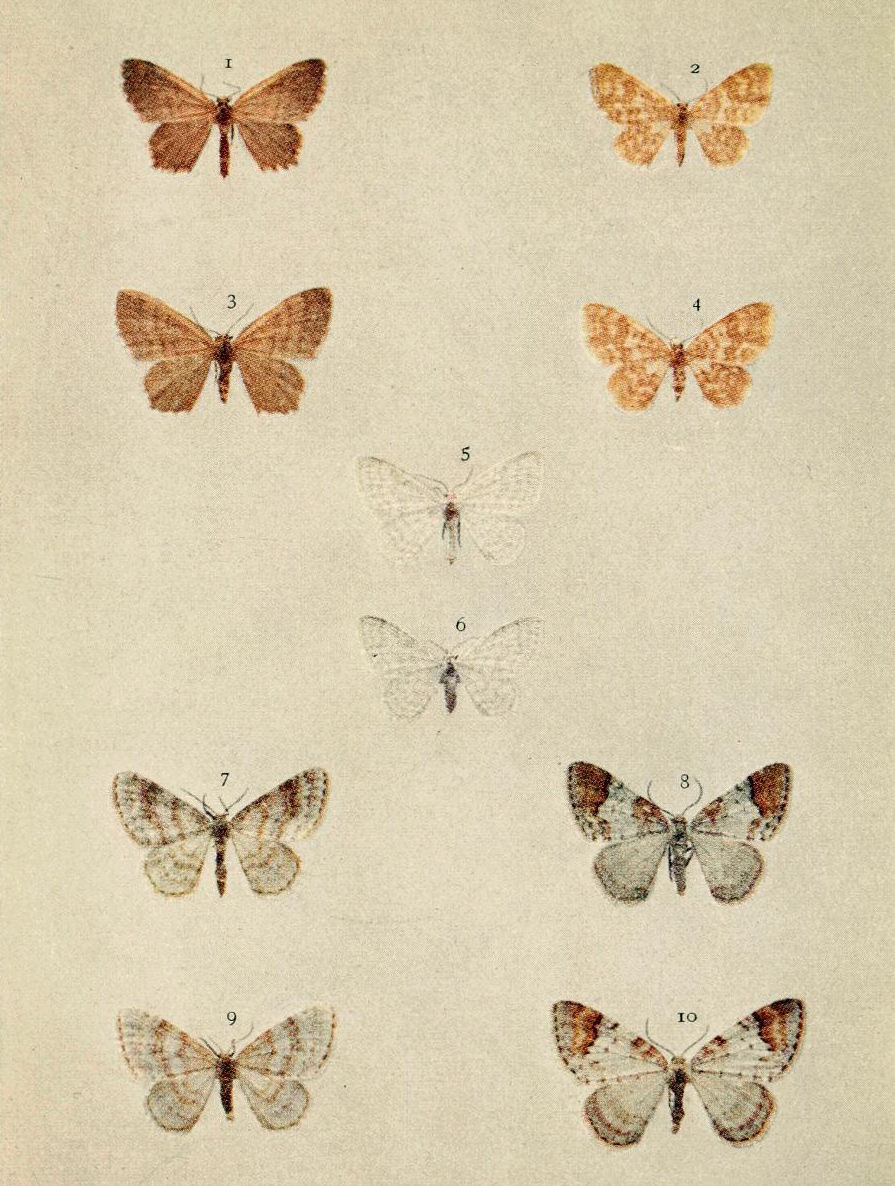